# Schenefeld (Steinburg)
Pour les articles homonymes, voir Schenefeld (homonymie).
Schenefeld est une commune allemande du Schleswig-Holstein, située dans l'arrondissement de Steinburg (Kreis Steinburg), à 14 kilomètres au nord de la ville d'Itzehoe. Elle est la commune la plus peuplée et le chef-lieu de l'Amt Schenefeld qui regroupe 22 communes en tout.